# 박준하 (축구 선수)
박준하(1999년 2월 23일 ~ )는 대한민국의 축구 선수로, 포지션은 미드필더이다.